# Advanced Access Content System

AACS, Procés descriptiu

L'Advanced Access Content System Licensing Administrator (AACSLA) va desenvolupar el Sistema de Contingut d'Accés Avançat (AACS en anglès), un estàndard per la distribució de contingut i gestió de drets digitals, destinat a controlar l'accés i protegir contra la còpia els discs òptics i DVD.
Aquest estàndard ha estat adoptat com l'esquema de restricció d'accés per a HD DVD i Blu-ray.
Les empreses que van portar a terme el seu desenvolupament són: Disney, Intel, Microsoft, Matsushita (Panasonic), Warner Brothers, IBM, Toshiba i Sony.
L'AACS complementarà les noves innovacions de discs òptics, i permetrà als consumidors gaudir de nous continguts, incloent contingut d'alta definició.

## Història

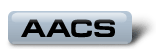
Logotip d'AACS

El 24 de febrer de 2001, Dalit Naor, Moni Naor and Jeff Lotspiech van publicar un document titulat "Revocation and Tracing Schemes for Stateless Receivers", on es descriu un sistema de xifratge broadcast mitjançant la construcció d'un Naor-Naor-Lotspiech subset-difference trees. Aquest document va posar les bases teòriques de l'AACS.
El consorci AACS LA va ser fundat el 2004. L'estàndard AACS final es va retardar, i, es va retardar de nou quan un membre important del grup Blu-ray va expressar la seva preocupació. En la petició de Toshiba, un estàndard provisional, es va publicar la norma que no incloïa algunes característiques, com la còpia gestionada.

## Visió general del sistema
L'AACS utilitza la criptografia per a controlar la utilització de mitjans digitals. El contingut protegit per AACS està xifrat sota una o més claus de títol, utilitzant l'algorisme AES. Les claus de títol s'obtenen mitjançant una combinació d'una media key i diversos elements, com l'ID del volum del mitjà (p. ex., un nombre de sèrie físic d'un DVD) i una funció hash criptogràfica de les normes d'ús del títol.
La diferència principal entre AACS i els primers sistemes de gestió de contingut com el CSS és la manera en què es distribuïxen les claus de desxifrat de títol. Sota el CSS, tots els reproductors d'un model donat comparteixen la mateixa clau de desxifrat. El contingut està xifrat sota la clau de títol, que està xifrada en si mateixa sota cada clau del model.
En CSS, cada volum conté una col·lecció de diversos centenars de claus xifrades, una per cada model de reproductor amb llicència. En principi, aquesta alternativa permet als llicenciadors "revocar" un model de reproductor determinat (prevenint-los de reproduir contingut futur) ometent la clau de xifrat corresponent a aquest model. A la pràctica, no obstant això, revocar tots els reproductors d'un model particular és costós, ja que causa que molts usuaris perdin capacitat de reproducció. A més, la inclusió de claus compartides a través de molts reproductors fa que els riscos de conèixer les claus siguin significativament majors, com va ser demostrat per diversos acords a mitjans dels anys 1990.
L'alternativa de l'AACS subministra a cada reproductor individual un únic conjunt de claus de desxifrat que són usades en esquemes de xifrat d'emissió. Aquesta alternativa permet als llicenciadors revocar reproductors individuals, o més específicament, les claus de desxifrat associades amb el reproductor. Així, si les claus d'un reproductor donat es publiquen per un furoner, l'autoritat de llicències de l'ACS pot simplement revocar aquestes claus en el contingut futur, fent les claus/reproductor inútil per a desxifrar els nous títols. No obstant això, si el furoner no publica les claus del reproductor compromeses, l'autoritat de llicències de l'AACS no sap quina clau està compromesa i no la pot revocar. Un furoner pot utilitzar la seva clau del reproductor per a obtenir claus de títol de nombroses pel·lícules i publicar les claus de títol o les pel·lícules desxifrades sense risc de revocació de la seva clau de reproductor.

## IDs de volum
Les ID de Volum són identificadors únics o números de sèrie que s'emmagatzemen, amb hardware especial, en discos pregravats. No poden ser duplicades en els mitjans d'enregistrament dels consumidors. La intenció és prevenir la còpia bit-by-bit (bit a bit), fins que la ID de volum és necessària (encara que no suficient) per descodificar el contingut. En el Blu-ray, la ID de volum s'emmagatzema en el BD-ROM Mark.
Per llegir la ID de volum, cal un certificat de xifrat (la clau privada del Host), signat per l'AACSLA. No obstant això, els furoners diuen que han eludit aquesta protecció mitjançant la modificació del firmware d'un lector d'HD DVD. [4] [5]

## Descripció del procés
Per veure la pel·lícula, primer s'ha de desxifrar el contingut en el disc. El procés de desxifratge és una mica enrevessat. El disc conté 4 items - els Media Key Block (MKB), la ID de volum, les claus de títols encriptades, i el contingut codificat. El MKB es xifra al subset difference tree approach. Un conjunt de claus estan ordenades en un arbre de tal manera que qualsevol clau es pot fer servir per a trobar qualsevol altra clau excepte les claus del seu pare. D'aquesta manera, per revocar una determinada clau del dispositiu, el MKB només necessita ser encriptat amb la clau del dispositiu matriu clau.

## Com treballa AACS?
Per als proveïdors de contingut, agregadors de contingut i fabricants de dispositius, l'AACS presentarà oportunitats per a noves distribucions i models de negoci, alhora que millora la funcionalitat i la interactivitat per al consumidor. Per exemple, a més dels suports de discs òptics pregravats, l'AACS està dissenyat per la capacitat de fer gravacions de contingut. A més, la tecnologia amplia la flexibilitat en l'accés, la gestió i, a través de la interoperabilitat, la transferència de contingut dins d'un autònom o entorn de xarxa. Utilitzant mètodes criptogràfics avançats, l'AACS és prou flexible per interoperar amb tecnologies de protecció de contingut que permeten als consumidors, en la mesura que estigui autoritzat, protegir les còpies dels títols pregravats de pel·lícules en Home Media Server hard drives o mitjans autoritzats mentre que prevenen la reproducció no autoritzada i distribució de la propera generació de suports òptics.

## Beneficis

### Beneficis pels consumidors
Els consumidors es beneficien de l'AACS, perquè permet: 
- Una experiència visual superior emesa per la innovadora generació de formats dels mitjans de comunicació.
- Major flexibilitat per gestionar la distribució i reproducció de contingut d'entreteniment en una àmplia gamma de dispositius.
- Habilitar opcions d'entreteniment per a la llar i la capacitat d'utilitzar el contingut al PC i en una gamma de dispositius CE.
- Treballar a través de diferents formats i plataformes.

### Beneficis per la indústria
Els Propietaris de contingut es beneficien de l'AACS perquè: 
- Habilita nous models de negoci de l'entreteniment.
- Protegeix els treballs amb drets d'autor en la generació de mitjans òptics.
- Anima els nous, els usos legítims dels continguts

Les empreses de tecnologia es beneficien de l'AACS perquè: 
- Accelera la propera generació de flux de continguts, facilitant noves tecnologies, com, per exemple, vídeo d'alta definició.
- Augmenta la demanda de serveis d'infraestructura per donar suport al contingut de flux.
- Proporciona un camp de joc per a les empreses de tecnologia per competir per solucions i serveis.